# Автодорога A14 (Латвия)
А14 — государственная автомобильная дорога высшей категории в Латвии, часть Даугавпилсской объездной дороги. Соединяет автодороги A6 и A13, является частью европейского маршрута E 262 и Европейских коммуникационных сетей (TEN-T).
Общая протяжённость дороги составляет 15,6 км. Среднесуточный объём движения (AADT) составил в 2020 году 2177 автомобилей в сутки. Дорога имеет асфальтобетонное покрытие. Текущее ограничение скорости составляет 90 км/ч.
На своём протяжении дорога A14 проходит через населённый пункт Свенте. Пересекает реку Даугаву и дороги P67 и P70 в Свенте.